# Kläckeberga skog
Kläckeberga skog är ett område i norra Kalmar. SCB avgränsade detta till  2023 som en del av tätorten, för att 2023 klassa det som en separat tätort i Förlösa-Kläckeberga distrikt i Kalmar kommun, Kalmar län.
Kalmar kommun har invänt mot tätortens namn då det geografiska området för tätorten sammanfaller med stadsdelen Snurrom.